# Torre Inxignia JV
La Torre Inxignia JV es un rascacielos situado en la Reserva Territorial Atlixcáyotl, en el municipio de Puebla, en el área metropolitana de Puebla, México. Construida entre 2017 y 2023, la torre tiene una altura de 236 metros y con 51 pisos, es, a fecha de 2025, el edificio más alto del Área metropolitana de Puebla, desde 2024 es sede de la filial sur de BBVA México.

## Descripción
La torre está ubicada frente al Complejo Cultural Universitario de la BUAP. El edificio consta de un cuerpo principal que representa la torre en sí y un volumen anexo de siete niveles de menor altura con un helipuerto de emergencia en la parte superior. Los primeros siete niveles de la torre principal albergan locales comerciales alquilables, los niveles 9 al 30 consisten en espacios de oficinas también alquilables y entre los niveles 31 al 45 se encuentran las oficinas de BBVA México. La torre alberga un total de 286 oficinas.
Los principales materiales utilizados para la construcción de la torre son hormigón armado para la estructura, y vidrio y metal para el acristalamiento.
El concepto principal de la torre con respecto a su apartado estético, la torre fue diseñada con una forma rectangular que crece en altura a través de una serie de secciones escalonadas que ofrecen la impresión de una composición desigual de piezas. El vidrio reflectante utilizado para el acabado de la torre genera un efecto espejo con el cielo. La estructura de la torre fue diseñada para soportar fuertes vientos y sismos, y está equipada con sistemas de seguridad contra incendios. Albergando también uno de los elevadores más rápidos en América Latina, que pueden viajar del primer piso, hasta el piso 51 en tan solo 38 segundos aproximadamente.